# طراد الزينبي
طراد الزينبي (398 - 491 هـ) محدث ونقيب ومسند العراق في عصره. تولى نقابة العباسيين بالبصرة فترة ثم انتقل إلى بغداد وولي نقابة النقباء بها سنة 453 هـ، وكان محل ثقة خلفاء الدولة العباسية الذين أرسلوه في مراسلات عديدة إلى السلاطين والملوك. وهو عالي الإسناد في الحديث، وقد عقد مجالس إملائه أينما حل، إذ كانت مجالسه من المجالس المعدودة في بغداد يحضرها جميع أهل العلم من الطوائف وأصحاب الحديث والفقهاء والقضاة، أضحى معظمهم من كبار المحدثين في وقتهم.

## نسبه
طراد بن محمد بن علي بن حسن بن محمد بن عبد الوهاب بن سليمان بن محمد بن سليمان بن عبد الله الزينبي بن محمد بن إبراهيم الإمام بن محمد الكامل بن علي السجاد بن عبد الله بن العباس بن عبد المطلب، والعباس عم رسول الله محمد.

## مولده ونشأته
ولد في منتصف شوال سنة 398 هـ ببغداد لأسرة تولت نقابة الأشراف كابرًا عن كابر، فوالده محمد بن علي ولي نقابة بني هاشم، وكذلك جده من قبله.

## روايته للحديث
سمع الحديث من كبار محدثي بغداد منهم: أبو نصر بن حسنون النرسي، وأبو الحسن بن رزقويه، وهلال الحفار، وأبو الحسين بن بشران، والحسين بن برهان، وأبو الفرج بن المسلمة، وأبو الحسن بن الحمامي. وطال عمره وانفرد بالرواية عن أكثر شيوخه وحدّث بالكثير، وأملى الحديث سنين في جامع المنصور ببغداد، وكان يحضر مجلس إملائه جميع أهل العلم من أصحاب الحديث والفقهاء، ولم يُرَ ببغداد منذ زمن مثلُ مجالسه، وأملى كذلك بمكة والمدينة مجالس حديثية سنة 489 هـ، ويقول المحدّثون عن أمثاله من المعمّرين: "ألحق الصغار بالكبار في رواية الحديث"، وحدّث عنه خلق كثير من مشارق الأرض ومغاربها منهم: ولداه علي الوزير ومحمد، وابن ناصر السلامي، وعمر بن عبد الله الحربي، وأحمد بن المقرب، ويحيى بن ثابت، وشهدة الكاتبة، وكمال بنت أبي محمد بن السمرقندي، وعمّها إسماعيل، وهبة الله بن طاووس، وتجني الوهبانية، وأبو الكرم الشهرزوري، وعبد الله بن علي الطامذي، وخلق آخرهم موتا خطيب الموصل أبو الفضل الطوسي.

## مؤلفاته
أملى خمسة وعشرين مجلسا بجامع المنصور، وأملى بمكة والمدينة مجالس. وانتشرت هذه المجالس وتعدد رواتها. واشتهر من هذه المجالس «مجلس الروضة» الذي أملاه بين القبر والمنبر بالروضة الشريفة، وجزء فيه «خمسة وعشرون مجلسا من أمالي طراد الزينبي». ثم خرَّج له أبو علي البرداني من أصوله: «العوالي» في جزأين، و«فضائل الصحابة»، وأجزاء أخرى منها جزء فيه «تسعة مجالس من أمالي طراد الزينبي».

## وفاته
توفي ببغداد في آخر يوم من شوال سنة 491 هـ، ودفن بباب النصر في مستهل ذي القعدة في داره، ثم نقل في ذي الحجة من السنة التالية إلى مقابر الشهداء.